# Carste do Sul da China
A Região do Carste do Sul da China estende-se por uma região de meio milhão de quilómetros quadrados, sendo que a maior parte desta está nas províncias de Yunnan, Guizhou e Guangxi. Representa um dos mais espectaculares exemplos no mundo de paisagem de carste. É também conhecido pela grande biodiversidade que aí se encontra. A Unesco descreve-o como "sem rival em termos de diversidade do seu carste"